# Trolejbusová doprava v Gorzowě Wielkopolském

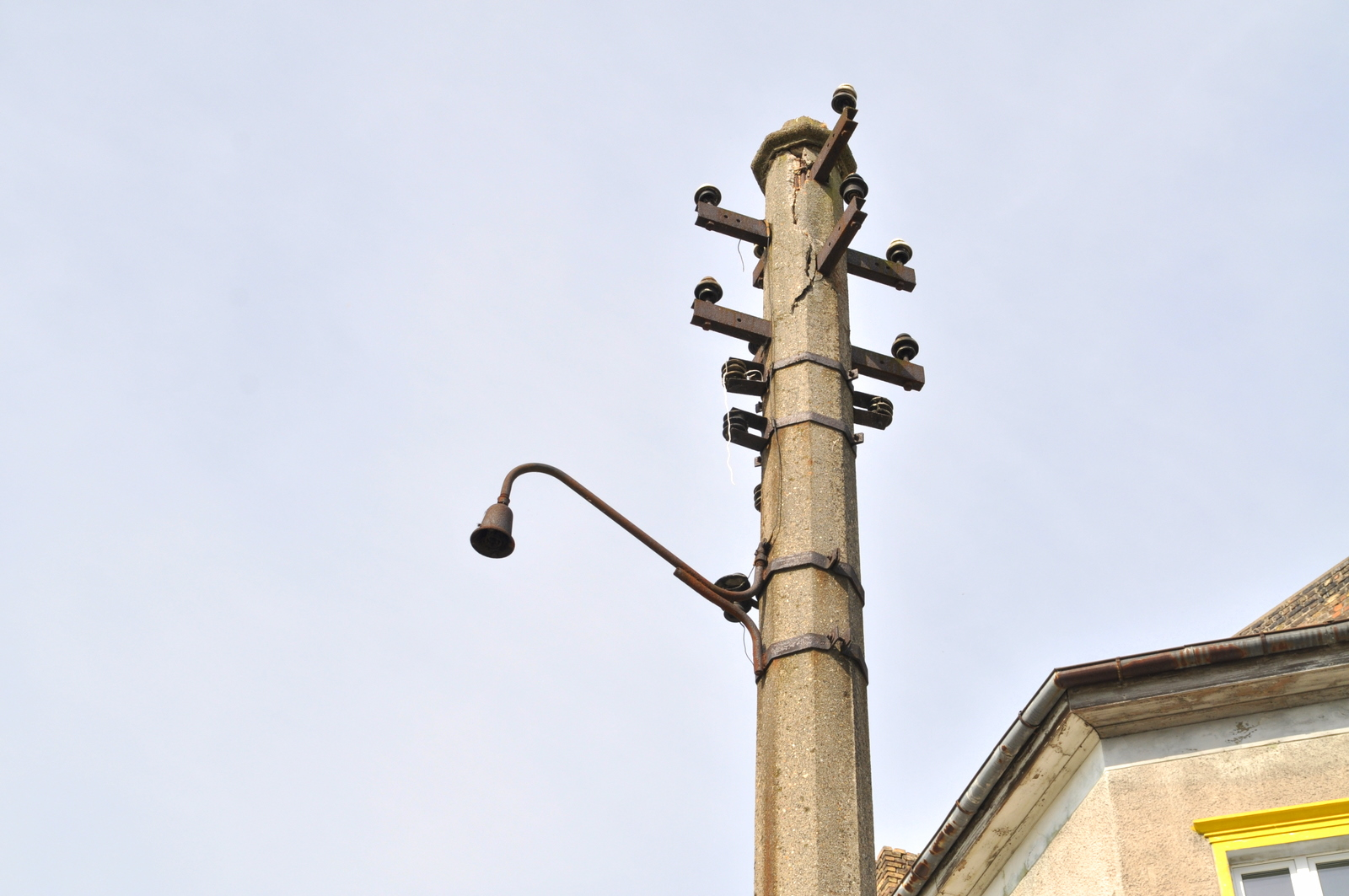
Detail sloupu

Za druhé světové války byla v tehdejším německém městě Landsberg an der Warthe, dnešním polském městě Gorzów Wielkopolski krátký čas v provozu trolejbusová doprava.

## Historie
V únoru 1941 schválila městská správa likvidaci místních tramvají a jejich náhradu trolejbusy. Práce měly proběhnout během roku 1941, nicméně problémy s dodávkami materiálu toto znemožnily. Stavba trolejbusových tratí tedy probíhala velmi pomalu a dokončení bylo přesunuto až na rok 1943.
Zahájení provozu trolejbusů se uskutečnilo 23. června 1943. Síť, která spojovala všechny důležité části města, tvořila vlastně kříž: z náměstí se tratě paprskovitě rozbíhaly na sever do smyčky na dnešní ulici Kazimierza Wielkiego, na východ a severovýchod do podniku IG Farben (nyní Stilon), na jih do čtvrti Zamoście (Zámostí) a na západ do Frydrychowa.
V roce 1943 byla zprovozněna nákladní trolejbusová linka, která spojovala přístav a elektrárnu a obsluhovala také plynárnu a psychiatrickou léčebnu. Provoz zde zajišťoval přestavěný traktor, jehož spalovací motor byl nahrazen elektromotorem s elektrickou výzbrojí.
Trolejbusy v Gorzowě jezdily pouze do 31. ledna 1945, kdy se rozhořely boje o město. Zničená trolejbusová infrastruktura už nebyla po válce obnovena a vozy, které bitvu přežily, byly předány do Poznaně.

## Vozový park
V roce 1943 byly zakoupeny čtyři trolejbusy MAN-SSW typu MPE 4500 s přívěsy. Tyto vozy stačily obsluhovat pouze linku Frydrychowo – Rynek – IG Farben, na zbylých tratí dosud jezdily tramvaje. Až dodávka sedmi trolejbusů Fiat 6567/511 z Itálie v roce 1944 dovolila otevřít již postavené tratě do Zámostí a také linky od nádraží na dnešní náměstí Kazimíra Velikého. Vzhledem k nedostatečnému počtu vozů ale na lince do Zamoście musely často vypomáhat tramvaje s kyvadlovým provozem.